# Venturia nigricoxalis
Venturia nigricoxalis là một loài tò vò trong họ Ichneumonidae.